# おはよう!まえばしcolor
『おはよう!まえばしcolor』は、2011年1月からまえばしCITYエフエム（M.wave）にて朝の月 - 金曜日 7:25 - 9:00に放送されているローカルワイドのラジオ番組。正式名称は『朝の情報番組・おはよう!まえばしcolor』。通称「おはカラ」パーソナリティはあかぎ団の礒干彩香。

## 番組概要
本社スタジオより、毎週生放送されており朝の情報番組として、群馬県内のニュース、天気、交通情報、消防・救急情報などを伝えている。
前任のパーソナリティを務めていた、日高真理から、群馬県ご当地アイドル『AKAGIDAN/teamG』所属の礒干彩香（AKAGIDAN）がメインパーソナリティを務めている。
- 「845@maebashi.fm」でメール質問や相談などを受け付けている。基本的に曲のリクエストはできない。

- ラジオブースから、あーちゃんがリスナーへ向けてのメッセージを書いたりするのが恒例。そして、収録後の写真撮影も恒例に。

- 演出・決まりセリフとして「今日もがんばって、いってらっしゃい!」が番組恒例。リスナーからは、『おはカラ！』と挨拶がくる。月曜日と金曜日は例外的に「いってらっしゃいまし！」

## 出演者

### パーソナリティ
- 礒干彩香[3]（AKAGIDAN）総合司会（月曜日 - 金曜日）愛称、あーちゃん

- 目崎望（ミュージカル女優）（2018年3月、2019年5月2日）代役。

### レギュラー
| 月曜日       | 火曜日                   | 水曜日                 | 木曜日     | 金曜日       |
| ------------ | ------------------------ | ---------------------- | ---------- | ------------ |
| 小せんちゃん | せきあっし（不定水曜日） | さとし（不定期水曜日） | 木村ユタカ | 小せんちゃん |

- 月1スペシャルゲスト、狩野智也（自転車プロロードレース選手）

### 天の声
まーくん

## タイムテーブル
- 7:30 Mwaveニュース（読売新聞社）＜提供：株式会社ティーネットエンタープライズ＞
- 7:32 Mwaveウェザー＜提供：綜合プランニング＞
- 7:34 Mwaveトラフィック＜提供：J:COM群馬＞
- 7:48（火/金）GENKIDO健康ワンポイント「コレで楽だ！」＜提供：げんき堂整骨院＞
- 7:54 まえばし情報ステーション＜提供：前橋市＞
- 8:00 Mwaveニュース（読売新聞社）＜提供：群馬トヨペット＞
- 8:05 Mwaveウェザー
- 8:08 Mwaveトラフィック＜提供：ミヤマグッドホーム＞
- 8:11 木 ミヤマインフォメーション＜提供：ミヤマグッドホーム＞
- 8:12 火/金群馬県からのお知らせ＜提供：群馬県＞
- 8:30 Mwaveニュース（上毛新聞社）＜提供：群馬トヨペット＞
- 8:35 Mwaveウェザー
- 8:38 Mwaveトラフィック

## コーナー
- フリートーク
- メール紹介

毎週、テーマを変えてリスナーからのメールを受け付けしている。
フリートークが、盛り上がり読まれない時もある。
（2019年4月23日の放送で、『グーパーで別れる時の合図』というテーマが番組内で盛り上がった。）
- 群馬のスポーツコーナー（水曜日のみ）
- おはよう住谷さん

前日の放送回を振り返るコーナー。
- おはカラメンバーさんいらっしゃい
- 群馬県の話題のコーナー

県内のインスタ映えスポットや、県内のイベントなどを告知。
- インフォメーションコーナー

## 放送時間
- 月 - 金曜日 7:25 - 9:00

## ゲスト
- ケンシロウ（群馬クレインサンダーズ）（2019年5月1日）令和一発目のゲストだった。

## 備考
- 礒干彩香が、2019年5月2日のライブのためお休み。ピンチヒッターとして、パーソナリティに目崎望が務めた。

## 番組提供
- ティーネットエンタープライズ
- げんき堂整骨院
- 前橋市
- 群馬トヨペット
- ミヤマグッドホーム
- 綜合プランニング
- カーリーグ
- 上毛資源
- ゆ〜ゆ
- サンワ
- 高橋功税理士事務所
- 前橋タイヤサービスセンター
- 群馬県赤十字血液センター
- アサカタクシー
- すてっぷぐんま
- 株式会社 綜合プランニング

## 過去の出演者
- 日高真理（まえばしエフエム）-元パーソナリティー 愛称、マリリン
- 萩原貴夫

## ネット局
- ListenRadioとSimulRadioに登録すれば、全国どこからでも聴くことができる。